# Neil Kinnock
Neil Gordon Kinnock, Baron Kinnock, född 28 mars 1942 i Tredegar, Gwent, Wales, är en brittisk politiker. Mellan 1983 och 1992 var han partiledare för Labour och mellan 1995 och 2004 var han medlem av EU-kommissionen.
Han blev medlem i Labours verkställande utskott 1978 och ingick i Michael Foots skuggregering från 1980. Han blev partiledare 1983 när partiet skakades av omfattande inre strider och de närmsta åren kom han att tvingas lägga ner ett omfattande engagemang för att få partiet regeringsdugligt. Valet 1987 tolkades därför som en relativ framgång, även om partiet blev klart slagna av Tories.
Under 1988 blev han utmanad av Tony Benn om posten som partiledare, men vann striden klart. Partiet kom under de närmsta åren att vinna mark i opinionen, men valet av John Major som partiledare för Tories gjorde att de senare kunde vinna tillbaka tillräckligt för att segra i valet 1992. Efter att ha förlorat två val avgick Kinnock som partiledare.
Kinnock tjänstgjorde två perioder i EU-kommissionen, först i Santer-kommissionen där han ansvarade för transportfrågor. Santer-kommissionen tvingades avgå 1999 efter omfattande korruptionsanklagelser och ersattes av Prodi-kommissionen. Kinnock fick i denna kommission ansvaret för administrativa reformer och utnämndes samtidigt till dess vice ordförande.    
Neil Kinnocks hustru Glenys Kinnock, baronessan Kinnock, var ledamot av Europaparlamentet 1994-2009. Deras son Stephen Kinnock är gift med Helle Thorning-Schmidt, Danmarks statsminister 2011–2015 och partiledare för de danska socialdemokraterna 2005–2015.